# Baru Pangkalan Jambu
Baru Pangkalan Jambu is een bestuurslaag in het regentschap Merangin van de provincie Jambi, Indonesië. Baru Pangkalan Jambu telt 484 inwoners (volkstelling 2010).